# Ківісааре (видовий заповідник)
Видови́й запові́дник Кі́вісааре (ест. Kivisaare liigikaitseala) — природоохоронна територія в Естонії, у волості Колґа-Яані повіту Вільяндімаа. У заповіднику діє старий режим охорони, затверджений ще в радянські часи.
Загальна площа — 70,1 га.
Заповідник утворений 9 листопада 1992 року.

## Розташування
Поблизу заповідника розташовані села: Лалсі, Ляткалу, Мелескі.

## Опис
Об'єкт утворений для захисту оселищ зникаючих видів.
На території заповідника також розташована культурна пам'ятка — стародавнє поселення.